# Josep de Vilamala
Josep de Vilamala (17de-18de eeuw) is de laatste historische president van de Generalitat de Catalunya in Catalonië. Zijn functie werd afgeschaft door het Decretos de Nueva Planta na het Beleg van Barcelona en de nederlaag van Catalonië tijdens de Spaanse Successieoorlog. 
Hij was een monnik van het klooster van Sint-Pieter van Banyoles. Hij had deelgenomen aan de vergadering van de Staten Generaal in juni 1713 waarop besloten werd dat Catalonië zich tegen Filips V van Spanje zou verzetten. 
Barcelona werd verdedigd door een coalitie van troepen van de drie staten  versterkt door troepen uit València en Mallorca, onder de leiding van het hoofd van het Consell de Cent, Rafael Casanova i Comes. Barcelona capituleerde op 12 september 1714. Op 16 september hief José Patiño, minister van Filips V, de Generalitat op en ontsloeg alle leden uit hun functies.
Sedertdien vieren de Catalanen de 11de september of de laatste dag van hun onafhankelijkheid als nationale feestdag, beter bekend als de Diada Nacional de Catalunya.